# Gössendorf
Gössendorf es una localidad situada en el distrito de Graz-Umgebung, en el estado de Estiria, Austria. Tiene una población estimada, a principios del año 2022, de 4215 habitantes.
Está ubicada en el centro del estado, cerca de la ciudad de Graz —la capital del estado— y del río Mura —un afluente del río Drava, que a su vez es afluente del Danubio—.
La localidad está situada al sur de Graz, ciudad con la que limita directamente, y es parte de su área suburbana.